# Formule 2 v roce 1983
Sedmnácté mistrovství Evropy v závodech automobilů formule 2 v roce 1983 bylo ovlivněno protesty, protiprotesty, diskvalifikacemi a dalšími problémy. Seriál mistrovství Evropy měl tradičně kolem 12 podniků, čtyři v Itálii (Vallelunga, Misano, Enna Pergusa a Mugello), tři ve Velké Británii (Silverstone, Thruxton a Donington), dva v Německu (Hockenheim a Nürburgring) a po jednom ve Francii (Pau), Španělsku (Jarama) a Belgii (Zolder). Mezi favority patřil Beppe Gabbiani, Christian Danner, Stefan Bellof, Jonathan Palmer a Mike Thackwell.
První závod se konal na Silverstone ve Velké Británii, okruh přivítal účastníky chladným a deštivým počasím. Nástrahy trati nejlépe zdolal Beppe Gabbiani a poprvé tak zvítězil po čtyřletém působení ve formuli 2. Za ním skončil Thackwell, Banner, Bellof a Streiff. Jezdci si mohli britského počasí užít, protože i další závod se konal v Thruxtonu, pořadí v závodě bylo téměř shodné s tím v Silverstone. Zvítězil Gabbiani před Thackwellem třetí dojel Palmer a zdálo se že mistrovství bude mít jednoznačný průběh. V následujícím závodě, ale Gabbiani zaváhal a po chybě opustil trať, zvítězil Palmer před Bannerem a Thackwellem. Následující dva závody znovu potvrdily nadvládu Gabbianiho. Na Nürburgringu nejprve vypadalo na dobře rozjetý závod pro domácí jezdce, ve vedení byl Bellof před Bannerem. Nakonec se z třetího vítězství radoval Gabbiani, druhý dojel jeho krajan Alessandro Nannini. Pro domácí závod ve Vallelunze dostal Gabbiani do svého vozu nový motor BMW a Gabbiani si připsal již čtvrté vítězství a jeho náskok v celkovém pořadí nebezpečně narůstal. Nikdo nepředpokládal, že to bylo praktický Gabbianiho poslední slovo. Tímto závodem také skončila bezproblémovost šampionátu a už v Pau začaly problémy. Okruh v Pau přivítal účastníky deštěm a z počátku nejlépe zvládal situaci Thackwell, který vedl, posléze ho předjel Gabbiani. Trať začala vysychat a muselo se do boxu k přezouvání, do čela se dostal Rakušan Jo Partner, kterého předjel Ferté. Ferté byl sice odmávnut na prvním místě, ale z vítězství se neradoval, byl spolu s Bellofem diskvalifikován pro nepřípustný hmotnostní limit vozu. Stáj Maurer, za níž oba piloti jezdili se proti diskvalifikaci odvolala.
Na trati v Jaramě, kde se odehrávala Velká cena Madridu, zvítězil Thackwell před Bellofem a Palmerem, ale proti prvním pěti v cíli byl podán protest pro použití nedovoleného systému odpružení. Na místě byli všichni diskvalifikováni, ale odvolali se a bylo jim vyhověno, ale až po několika dalších závodech a tak se nikdo neorientoval v celkovém hodnocení. Od závodu v Doningtonu začala cesta Palmera za titulem. V misánu se konečně všichni dozvěděli výsledky z Jaramy, v samotném závodě zvítězil Palmer a Gabbiani znovu nedokončil. V nitru Sicílie znovu dominoval Palmer a zajistil si výbornou výchozí pozici pro dobytí titulu. Gabbiani si zajistil alespoň tři body, aby si zachoval šanci na titul. Palmer si titul zajistil již v dalším závodě, který se konal na belgickém okruhu Zolder. Že je titul v dobrých rukou prokázal Palmer vítězstvím v poslední závodě v Mugellu.

## Závody formule 2

### Závody formule 2 započítávané do ME
| Datum        | Grand Prix                            | Okruh          | Vítěz           | Vůz          | Výsledky |
| ------------ | ------------------------------------- | -------------- | --------------- | ------------ | -------- |
| 20. březen   | XXXV B.R.D.C. International Trophy    | Silverstone    | Beppe Gabbiani  | March 832    | Výsledky |
| 4. duben     | XXXVII B.A.R.C. "200"                 | Thruxton       | Beppe Gabbiani  | March 832    | Výsledky |
| 10. duben    | XVII Deutschland Trophäe              | Hockenheimring | Jonathan Palmer | Ralt RH6/83H | Výsledky |
| 24. duben    | XLVI Internationales ADAC-Eifelrennen | Nürburgring    | Beppe Gabbiani  | March 832    | Výsledky |
| 8. květen    | XXXV Gran Premio di Roma              | Vallelunga     | Beppe Gabbiani  | March 832    | Výsledky |
| 22. květen   | Grand Prix Pau                        | Pau            | Jo Gartner      | Spirit 201   | Výsledky |
| 8. červen    | V Grand Prix Madridu                  | Jarama         | Mike Thackwell  | Ralt RH6/83H | Výsledky |
| 25. červen   | V Donington "50,000"                  | Donington      | Jonathan Palmer | Ralt RH6/83H | Výsledky |
| 24. červenec | VII Gran Premio dell'Adriatico        | Misano         | Jonathan Palmer | Ralt RH6/83H | Výsledky |
| 30. červenec | XXII Gran Premio del Mediterraneo     | Enna-Pergusa   | Jonathan Palmer | Ralt RH6/83H | Výsledky |
| 21. srpen    | XX Grote Prijs van Limborg            | Zolder         | Jonathan Palmer | Ralt RH6/83H | Výsledky |
| 4. září      | X Gran Premio di Mugello              | Mugello        | Jonathan Palmer | Ralt RH6/83H | Výsledky |

## Konečné hodnocení

### Mistrovství Evropy
| *  | Pilot                | Spojené království | Spojené království | Německo | Německo | Itálie | Francie | Španělsko | Spojené království | Itálie | Itálie | Belgie | Itálie | Body   |
| -- | -------------------- | ------------------ | ------------------ | ------- | ------- | ------ | ------- | --------- | ------------------ | ------ | ------ | ------ | ------ | ------ |
| 1  | Jonathan Palmer      | 0                  | 4                  | 9       | 3       | 6      | 3       | 4         | 9                  | 9      | 9      | 9      | 9      | 68(74) |
| 2  | Mike Thackwell       | 6                  | 6                  | 4       | 0       | 4      | 9       | 6         | 0                  | 4      | 0      | 6      | 6      | 51     |
| 3  | Beppe Gabbiani       | 9                  | 9                  | 0       | 9       | 9      | 0       | 0         | 0                  | 0      | 3      | 0      | 0      | 39     |
| 4  | Philippe Streiff     | 2                  | 0                  | 0       | 0       | 2      | 0       | 3         | 4                  | 0      | 6      | 4      | 4      | 25     |
| 5  | Christian Danner     | 4                  | 0                  | 6       | 4       | 0      | 2       | 0         | 2                  | 0      | 0      | 3      | 0      | 21     |
| 6  | Jo Gartner           | 0                  | 0                  | 3       | 0       | 0      | 9       | 0         | 0                  | 0      | 2      | 0      | 0      | 14     |
| 7  | Alessandro Nannini   | 0                  | 0                  | 2       | 6       | 0      | 0       | 0         | 0                  | 0      | 0      | 0      | 3      | 11     |
| 8  | Thierry Tassin       | 0                  | 3                  | 1       | 1       | 3      | 3       |           |                    |        |        |        |        | 11     |
| 9  | Stefan Bellof        | 3                  | 0                  |         | 0       |        | 0       | 6         | 0                  |        | 0      | 0      |        | 9      |
| 10 | Kenny Acheson        | 0                  | 0                  | 0       | 0       | 0      | 6       | 0         | 0                  |        |        |        |        | 6      |
| 11 | Pierluigi Martini    |                    |                    |         |         |        |         |           |                    | 6      |        |        |        | 6      |
| 12 | Roberto Del Castello | 0                  | 0                  | 0       |         |        |         | 0         | 0                  | 4      | 0      | 0      | 0      | 4      |
| 13 | Guido Daccò          | 0                  | 0                  | 0       | 0       | 1      | 0       | 0         | 0                  | 3      | 0      | 0      | 0      | 4      |
| 14 | Alain Ferté          | 0                  | 0                  | 0       | 2       | 0      | 0       | 2         | 0                  |        |        |        |        | 4      |
| 15 | Philippe Alliot      | 0                  | 2                  | 0       |         |        | 0       | 0         | 0                  | 0      | 0      | 2      | 0      | 4      |
| 16 | Kazujoši Hošino      |                    |                    |         |         |        |         |           | 3                  |        |        |        |        | 3      |
| 17 | Dave Scott           | 0                  | 0                  |         | 0       |        |         | 0         | 1                  | 0      | 0      | 0      | 2      | 3      |
| 18 | Fulvio Ballabio      | 0                  | 0                  | 0       | 0       | 0      | 0       | 0         |                    | 2      | 0      | 0      | 1      | 3      |
| 19 | Enrique Mansilla     | 0                  | 0                  |         |         | 0      |         | 1         | 0                  | 0      | 0      | 1      | 0      | 2      |
| 20 | Lamberto Leoni       | 1                  | 0                  | 0       | 0       | 0      | 0       |           |                    |        |        |        |        | 1      |
| 21 | Frank Jelinski       | 0                  | 1                  |         | 0       |        |         |           |                    |        |        | 0      |        | 1      |
| 22 | Rolf Biland          |                    |                    | 0       | 0       |        | 1       | 0         |                    |        |        | 0      | 1      | 1      |
| 23 | Fredy Lienhard       |                    |                    |         |         |        |         |           |                    | 1      | 0      |        |        | 1      |
| 24 | Michel Ferté         |                    |                    |         |         |        |         |           | 0                  | 0      | 1      |        |        | 1      |
| *  | Pilot                | Spojené království | Spojené království | Německo | Německo | Itálie | Francie | Španělsko | Spojené království | Itálie | Itálie | Belgie | Itálie | Body   |